# Lucie Castets
Lucie Castets (Caen, 1987) es una economista, alta funcionaria pública francesa, profesora de universidad y activista en la defensa de los servicios públicos, la justicia fiscal y la lucha contra la evasión fiscal. En la actualidad es Directora de Finanzas y de Compras del Ayuntamiento de París. Es portavoz y cofundadora del colectivo Nos Services Publics (Nuestros Servicios Públicos).

## Trayectoria
Formada en el Instituto de Estudios Políticos de París y la Escuela de Economía de Londres, estudió en la ENA Escuela Nacional de Administración de Francia, pero sin graduarse. Asumió su primer puesto en la dirección general del Tesoro antes de incorporarse a Tracfin (2018-2020), la célula anti-blanqueo de Bercy. Desde 2023 es directora de Finanzas y de Compras del Ayuntamiento de París.
En su trayectoria como alta funcionaria pública ha combatido el fraude fiscal y la delincuencia organizada. Es portavoz y cofundadora del colectivo Nos Services Publics (Nuestros Servicios Públicos).
El 23 de julio de 2024, en el marco de las conversaciones tras las elecciones legislativas para formar Gobierno, y tras 16 días de negociación, el Nuevo Frente Popular llegó a un acuerdo con Castets para presentarla como candidata a primera ministra de Francia, señalando su destacada defensa de los servicios públicos. Por su parte el presidente Emmanuel Macron rechazó la propuesta, mostrándose pendiente de las propuestas de la derecha y señalando que no habrá nombramiento al frente del gobierno antes de mediados de agosto cuando finalicen los Juegos Olímpicos.

## Posiciones
Entre sus grandes prioridades, la cofundadora del colectivo Nuestros servicios públicos reclama una “gran reforma fiscal para que todos, particulares y multinacionales, paguen lo que les corresponde”, una “mejora del poder adquisitivo” mediante la revalorización de los salarios y el aumento de los mínimos sociales, así como el “fin al retroceso de los servicios públicos”.
En agosto de 2023 firmó una columna en el diario Le Monde como Profesora Asociada de la Universidad Paris-Dauphine, junto con Antoine Guillou, adjunto a la alcaldesa de París, Anne Hidalgo, encargado de recursos humanos, del diálogo social y de la calidad del servicio público en el Ayuntamiento de París para pedir al ejecutivo poner “el patrimonio al servicio de una política pública ambiciosa”. "La necesidad de preparar nuestros servicios públicos y la sociedad en su conjunto para el envejecimiento de la población, en particular los riesgos vinculados a la dependencia, es más evidente que nunca".También advirtieron sobre las “desigualdades en el acceso a “envejecer bien””.